# Gmina Ciechanowiec
Die Gmina Ciechanowiec ist eine Stadt-und-Land-Gemeinde im Powiat Wysokomazowiecki der Woiwodschaft Podlachien in Polen. Ihr Sitz ist die gleichnamige Stadt mit etwa 4750 Einwohnern.

## Geographie
Die Gemeinde Ciechanowiec liegt im Osten Polens etwa 120 Kilometer nordöstlich von Warschau und 60 Kilometer südwestlich von Białystok. Zu den Gewässern gehört der Fluss Nurzec, der einen Teil der Westgrenze der Gemeinde bildet und in den Bug mündet. Der Bug bildet im äußersten Südwesten die Gemeindegrenze.

## Geschichte

### Partnerschaften
Seit dem 19. April 1995 besteht mit der hessischen Stadt Rosbach vor der Höhe eine Partnerschaft.

## Gliederung
Zur Stadt-und-Land-Gemeinde Ciechanowiec gehören neben der namensgebenden Stadt 31 Ortschaften mit einem Schulzenamt:
Antonin
Bujenka
Ciechanowczyk
Czaje-Bagno
Czaje-Wólka
Dąbczyn
Kobusy
Koce-Basie
Koce-Piskuły
Koce-Schaby
Kosiorki
Kozarze
Kułaki
Łempice
Malec
Nowodwory
Pobikry
Przybyszyn
Radziszewo-Króle
Radziszewo-Sieńczuch
Radziszewo Stare
Skórzec
Trzaski
Tworkowice
Winna-Chroły
Winna-Poświętna
Winna-Wypychy
Wojtkowice-Dady
Wojtkowice-Glinna
Wojtkowice Stare
Zadobrze
Weitere Orte der Gemeinde sind Gaj, Kostuszyn-Kolonia, Radziszewo-Sobiechowo, Sawczyn, Winna Stara und Winna-Wilki.

## Wirtschaft und Infrastruktur

### Verkehr
Durch die Stadt führt die Woiwodschaftsstraße 690 (droga wojewódzka 690), die im Nordwesten nach etwa 25 Kilometern in die Landesstraße 63 mündet. In südöstlicher Richtung endet die 690 in Siemiatycze in der Landesstraße 19. Die Woiwodschaftsstraße 681 (droga wojewódzka 681) beginnt in Ciechanowiec und verläuft in nordöstlicher Richtung. Nach etwa 25 Kilometern erreicht sie Brańsk, wo sie die Landesstraße 66 kreuzt und weiter Richtung Białystok verläuft.
In der Stadt-und-Land-Gemeinde verlaufen insgesamt 35,6 Kilometer Woiwodschaftsstraßen, 82 Kilometer Kreisstraßen und 148 Kilometer Gemeindestraßen.

### Bildung
In Stadt und Gemeinde gibt es vier Grundschulen (szkoła podstawowa). Dazu gibt es in der Stadt eine Realschule (gimnazjum), eine Berufsschule und ein Schulzentrum.